# Liste der Naturdenkmale in Burkau
Die Liste der Naturdenkmale in Burkau nennt die Naturdenkmale in Burkau im sächsischen Landkreis Bautzen.

## Definition
„Naturdenkmäler sind rechtsverbindlich festgesetzte Einzelschöpfungen der Natur oder entsprechende Flächen bis zu fünf Hektar, deren besonderer Schutz erforderlich ist
1. aus wissenschaftlichen, naturgeschichtlichen oder landeskundlichen Gründen oder
2. wegen ihrer Seltenheit, Eigenart oder Schönheit.“

## Liste
Link zu einem Kartenansichtstool, um Koordinaten zu setzen.
| Bild            | Bezeichnung                                     | Lage                                               | Beschreibung                         | Datum | Nummer |
| --------------- | ----------------------------------------------- | -------------------------------------------------- | ------------------------------------ | ----- | ------ |
| BW              | Skala bei Neustädtel                            | Bocka (51° 12′ 36,4″ N, 14° 12′ 5″ O)              | liegt teilweise in Panschwitz-Kuckau |       | KM131  |
| BW              | Stieleiche am Weg nach Auschkowitz              | Kleinhänchen (51° 12′ 22,7″ N, 14° 14′ 26,3″ O)    |                                      |       | B149   |
| Fotos hochladen | Linde an der Straße nach Pannewitz              | Uhyst am Taucher (51° 11′ 47,3″ N, 14° 14′ 1,5″ O) |                                      |       | B150   |
| BW              | Winterlinden an der Straße nach Schönbrunn      | Burkau (51° 9′ 48,9″ N, 14° 10′ 57,1″ O)           |                                      |       | B152   |
| Fotos hochladen | Gehölz an der alten Straße nach Stacha          | Großhänchen (51° 10′ 54,1″ N, 14° 15′ 15,5″ O)     |                                      |       | BZ186  |
| BW              | Zufluss zum Freibad Burkau                      | Burkau (51° 9′ 58,3″ N, 14° 11′ 26,7″ O)           |                                      |       | BZ189  |
| BW              | Klosterwasser und Ufergehölz nordöstlich Burkau | Burkau (51° 11′ 24,5″ N, 14° 11′ 58,7″ O)          |                                      |       | BZ190  |
| BW              | rechter Klosterwasserzufluss                    | Burkau (51° 10′ 19,9″ N, 14° 10′ 37,1″ O)          |                                      |       | BZ208  |
| BW              | Erlenbruch und frühere Gutsteiche Pannewitz     | Pannewitz (51° 11′ 41,1″ N, 14° 14′ 19,1″ O)       |                                      |       | BZ218  |